# Liste des mammifères en Bosnie-Herzégovine

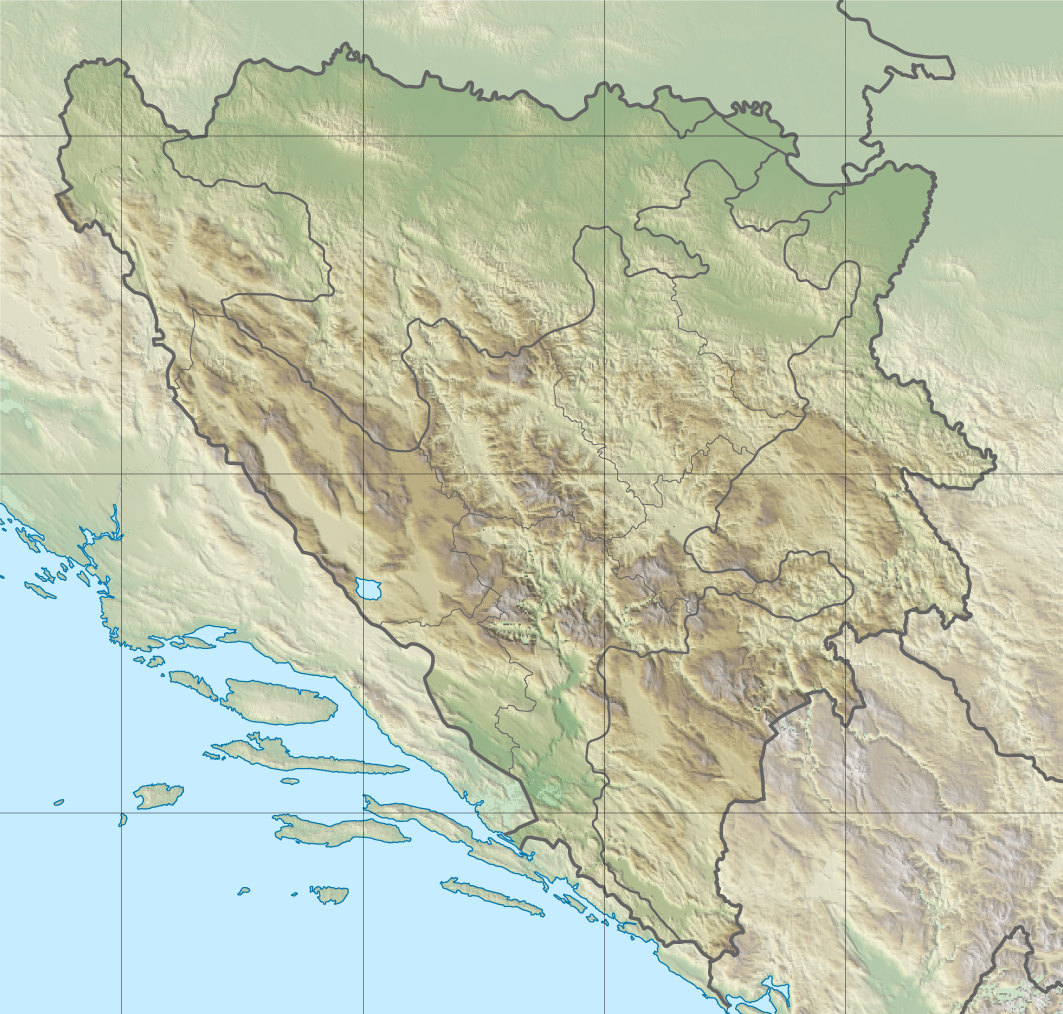
Carte topographique de la Bosnie-Herzégovine.

Localisation de la Bosnie-Herzégovine en Europe.

Cette liste commentée recense la mammalofaune en Bosnie-Herzégovine. Elle répertorie les espèces de mammifères bosniens actuels et celles qui ont été récemment classifiées comme éteintes (à partir de l'Holocène, depuis donc 11 700 ans av. J.‑C.). Cette liste comporte 110 espèces réparties en dix ordres et 29 familles, dont deux sont « en danger critique d'extinction », deux autres sont « en danger », quatre sont « vulnérables », dix sont « quasi menacées » et trois ont des « données insuffisantes » pour être classées (selon les critères de la liste rouge de l'UICN au niveau mondial).
Elle contient au moins dix espèces introduites sur ce territoire, qui sont plus ou moins bien acclimatées. Il peut contenir aussi dans cette liste des animaux non reconnus par la liste rouge de l'UICN (un mammifère ici) et ils sont classés en « non évalué » : cela étant dû notamment au manque de données et à des espèces domestiques, disparues ou éteintes avant le XVIe siècle. Il n'existe pas en Bosnie-Herzégovine d'espèces et de sous-espèces de mammifères endémiques.

## Statuts de la liste rouge de l'UICN
Les statuts de conservation utilisés par la liste rouge de l'UICN mondiale sont :
| (EX) | Éteint                  | Il n'y a pas le moindre doute sur le fait que le dernier spécimen recensé est mort.                                                                   |
| (EW) | Éteint à l'état sauvage | L'espèce est connue uniquement en captivité ou en tant que population naturalisée bien en dehors de son ancienne aire de répartition.                 |
| (CR) | En danger critique      | L'espèce risque prochainement de s'éteindre à l'état sauvage.                                                                                         |
| (EN) | En danger               | L'espèce fait face à un très gros risque d'extinction à l'état sauvage.                                                                               |
| (VU) | Vulnérable              | L'espèce fait face à un gros risque d'extinction à l'état sauvage.                                                                                    |
| (NT) | Quasi menacé            | L'espèce ne satisfait pas un ou plusieurs des critères prévus qui permettraient de la catégoriser, mais pourrait risquer de s'éteindre dans le futur. |
| (LC) | Préoccupation mineure   | Il n'y a pas de risque identifiable pour l'espèce. |
| (DD) | Données insuffisantes   | Il n'y a pas d'information adéquate qui permettraient de faire une évaluation des risques pour cette espèce.                                          |
| (NE) | Non évalué              | L'espèce n'a pas encore été confrontée aux critères précédents, n'est pas reconnue par l'UICN ou bien s'est éteinte avant le XVIe siècle.             |

## Ordre:Primates

### Famille:Hominidés
| Nom binominal, nom vulgaire et citation d'auteurs | Nom vulgaire bosnien (langue officielle de la Bosnie-Herzégovine) | Origine et statut en Bosnie-Herzégovine | Aire de répartition                    | Statut UICN mondial | Image         |
| ------------------------------------------------- | ----------------------------------------------------------------- | --------------------------------------- | -------------------------------------- | ------------------- | ------------- |
| Homo sapiens (Homme moderne) Linnaeus, 1758       | Čovjek                                                            | Autochtone,                             | Aire de répartition de l'Homme moderne | [ 2 ]               | Homme moderne |

## Ordre:Lagomorphes

### Famille:Léporidés
| Nom binominal, nom vulgaire et citation d'auteurs         | Nom vulgaire bosnien (langue officielle de la Bosnie-Herzégovine) | Origine et statut en Bosnie-Herzégovine | Aire de répartition                     | Statut UICN mondial | Image            |
| --------------------------------------------------------- | ----------------------------------------------------------------- | --------------------------------------- | --------------------------------------- | ------------------- | ---------------- |
| Lepus europaeus (Lièvre d'Europe) Pallas, 1778            | Zec                                                               | Autochtone                              | Aire de répartition du Lièvre d'Europe  | [ 3 ]               | Lièvre d'Europe  |
| Oryctolagus cuniculus (Lapin de garenne) (Linnaeus, 1758) | — aucun —                                                         | Allochtone (Introduit),                 | Aire de répartition du Lapin de garenne | [ 5 ]               | Lapin de garenne |

## Ordre:Rodentiens

### Famille:Castoridés
| Nom binominal, nom vulgaire et citation d'auteurs | Nom vulgaire bosnien (langue officielle de la Bosnie-Herzégovine) | Origine et statut en Bosnie-Herzégovine | Aire de répartition                     | Statut UICN mondial | Image            |
| ------------------------------------------------- | ----------------------------------------------------------------- | --------------------------------------- | --------------------------------------- | ------------------- | ---------------- |
| Castor fiber (Castor d'Eurasie) Linnaeus, 1758    | Evropski dabar                                                    | Autochtone (Réintroduit),               | Aire de répartition du Castor d'Eurasie | [ 7 ]               | Castor d'Eurasie |

### Famille:Myocastoridés
| Nom binominal, nom vulgaire et citation d'auteurs | Nom vulgaire bosnien (langue officielle de la Bosnie-Herzégovine) | Origine et statut en Bosnie-Herzégovine | Aire de répartition             | Statut UICN mondial | Image    |
| ------------------------------------------------- | ----------------------------------------------------------------- | --------------------------------------- | ------------------------------- | ------------------- | -------- |
| Myocastor coypus (Ragondin) (Molina, 1782)        | — aucun —                                                         | Allochtone (Introduit)                  | Aire de répartition du Ragondin | [ 9 ]               | Ragondin |

### Famille:Cricétidés
| Nom binominal, nom vulgaire et citation d'auteurs                        | Nom vulgaire bosnien (langue officielle de la Bosnie-Herzégovine) | Origine et statut en Bosnie-Herzégovine | Aire de répartition                         | Statut UICN mondial | Image                  |
| ------------------------------------------------------------------------ | ----------------------------------------------------------------- | --------------------------------------- | ------------------------------------------- | ------------------- | ---------------------- |
| Arvicola amphibius (Campagnol terrestre) (Linnaeus, 1758)                | — aucun —                                                         | Autochtone                              | Aire de répartition du Campagnol terrestre  | [ 10 ]              | Campagnol terrestre    |
| Chionomys nivalis (Campagnol des neiges) (Martins, 1842)                 | — aucun —                                                         | Autochtone                              | Aire de répartition du Campagnol des neiges | [ 11 ]              | Campagnol des neiges   |
| Microtus agrestis (Campagnol agreste) (Linnaeus, 1761)                   | — aucun —                                                         | Autochtone                              | Aire de répartition du Campagnol agreste    | [ 12 ]              | Campagnol agreste      |
| Microtus arvalis (Campagnol des champs) (Pallas, 1778)                   | — aucun —                                                         | Autochtone                              | Aire de répartition du Campagnol des champs | [ 13 ]              | Campagnol des champs   |
| Microtus liechtensteini (Campagnol de Liechtenstein) (Wettstein, 1927)   | — aucun —                                                         | Autochtone                              | Illustration manquante                      | [ 14 ]              | Illustration manquante |
| Microtus subterraneus (Campagnol souterrain) (de Sélys Longchamps, 1836) | — aucun —                                                         | Autochtone                              | Illustration manquante                      | [ 15 ]              | Campagnol souterrain   |
| Microtus thomasi (Campagnol de Thomas) (Barrett-Hamilton, 1903)          | — aucun —                                                         | Autochtone                              | Illustration manquante                      | [ 16 ]              | Illustration manquante |
| Myodes glareolus (Campagnol roussâtre) Schreber, 1780                    | — aucun —                                                         | Autochtone                              | Aire de répartition du Campagnol roussâtre  | [ 17 ]              | Campagnol roussâtre    |
| Ondatra zibethicus (Rat musqué) (Linnaeus, 1766)                         | — aucun —                                                         | Allochtone (Introduit)                  | Aire de répartition du Rat musqué           | [ 18 ]              | Rat musqué             |
| Dinaromys bogdanovi (Campagnol de Martino) (Martino, 1922)               | — aucun —                                                         | Autochtone                              | Aire de répartition du Campagnol de Martino | [ 19 ]              | Illustration manquante |

### Famille:Muridés
| Nom binominal, nom vulgaire et citation d'auteurs       | Nom vulgaire bosnien (langue officielle de la Bosnie-Herzégovine) | Origine et statut en Bosnie-Herzégovine | Aire de répartition                     | Statut UICN mondial | Image                  |
| ------------------------------------------------------- | ----------------------------------------------------------------- | --------------------------------------- | --------------------------------------- | ------------------- | ---------------------- |
| Apodemus agrarius (Mulot rayé) (Pallas, 1771)           | — aucun —                                                         | Autochtone                              | Illustration manquante                  | [ 20 ]              | Mulot rayé             |
| Apodemus epimelas (Mulot des Balkans) (Nehring, 1902)   | — aucun —                                                         | Autochtone                              | Illustration manquante                  | [ 21 ]              | Illustration manquante |
| Apodemus flavicollis (Mulot à collier) (Melchior, 1834) | — aucun —                                                         | Autochtone                              | Aire de répartition du Mulot à collier  | [ 22 ]              | Mulot à collier        |
| Apodemus sylvaticus (Mulot sylvestre) (Linnaeus, 1758)  | — aucun —                                                         | Autochtone                              | Aire de répartition du Mulot sylvestre  | [ 23 ]              | Mulot sylvestre        |
| Micromys minutus (Rat des moissons) (Pallas, 1771)      | — aucun —                                                         | Autochtone                              | Aire de répartition du Rat des moissons | [ 24 ]              | Rat des moissons       |
| Mus musculus (Souris grise) Linnaeus, 1758              | Kućni miš                                                         | Allochtone (Introduit),                 | Aire de répartition de la Souris grise  | [ 25 ]              | Souris grise           |
| Mus spicilegus (Souris des steppes) Petényi, 1882       | — aucun —                                                         | Autochtone                              | Illustration manquante                  | [ 27 ]              | Illustration manquante |
| Rattus norvegicus (Rat surmulot) (Berkenhout, 1769)     | Smeđi pacov                                                       | Allochtone (Introduit)                  | Aire de répartition du Rat surmulot     | [ 28 ]              | Rat surmulot           |
| Rattus rattus (Rat noir) (Linnaeus, 1758)               | Crni pacov                                                        | Allochtone (Introduit)                  | Aire de répartition du Rat noir         | [ 29 ]              | Rat noir               |

### Famille:Spalacidés
| Nom binominal, nom vulgaire et citation d'auteurs  | Nom vulgaire bosnien (langue officielle de la Bosnie-Herzégovine) | Origine et statut en Bosnie-Herzégovine | Aire de répartition                      | Statut UICN mondial | Image             |
| -------------------------------------------------- | ----------------------------------------------------------------- | --------------------------------------- | ---------------------------------------- | ------------------- | ----------------- |
| Spalax leucodon (Spalax occidental) Nordmann, 1840 | — aucun —                                                         | Autochtone                              | Aire de répartition du Spalax occidental | [ 30 ]              | Spalax occidental |

### Famille:Gliridés
| Nom binominal, nom vulgaire et citation d'auteurs     | Nom vulgaire bosnien (langue officielle de la Bosnie-Herzégovine) | Origine et statut en Bosnie-Herzégovine | Aire de répartition                 | Statut UICN mondial | Image          |
| ----------------------------------------------------- | ----------------------------------------------------------------- | --------------------------------------- | ----------------------------------- | ------------------- | -------------- |
| Glis glis (Loir gris) Linnaeus, 1766                  | — aucun —                                                         | Autochtone                              | Aire de répartition du Loir gris    | [ 31 ]              | Loir gris      |
| Dryomys nitedula (Lérotin commun) (Pallas, 1778)      | — aucun —                                                         | Autochtone                              | Illustration manquante              | [ 32 ]              | Lérotin commun |
| Eliomys quercinus (Lérot commun) (Linnaeus, 1766)     | — aucun —                                                         | Autochtone                              | Aire de répartition du Lérot commun | [ 33 ]              | Lérot commun   |
| Muscardinus avellanarius (Muscardin) (Linnaeus, 1758) | — aucun —                                                         | Autochtone                              | Aire de répartition du Muscardin    | [ 34 ]              | Muscardin      |

### Famille:Sciuridés
| Nom binominal, nom vulgaire et citation d'auteurs | Nom vulgaire bosnien (langue officielle de la Bosnie-Herzégovine) | Origine et statut en Bosnie-Herzégovine | Aire de répartition                    | Statut UICN mondial | Image         |
| ------------------------------------------------- | ----------------------------------------------------------------- | --------------------------------------- | -------------------------------------- | ------------------- | ------------- |
| Sciurus vulgaris (Écureuil roux) Linnaeus, 1758   | Obična vjeverica                                                  | Autochtone                              | Aire de répartition de l'Écureuil roux | [ 35 ]              | Écureuil roux |

## Ordre:Érinacéomorphes

### Famille:Érinacéidés
| Nom binominal, nom vulgaire et citation d'auteurs                  | Nom vulgaire bosnien (langue officielle de la Bosnie-Herzégovine) | Origine et statut en Bosnie-Herzégovine | Aire de répartition                         | Statut UICN mondial | Image                |
| ------------------------------------------------------------------ | ----------------------------------------------------------------- | --------------------------------------- | ------------------------------------------- | ------------------- | -------------------- |
| Erinaceus roumanicus (Hérisson des Balkans) Barrett-Hamilton, 1900 | — aucun —                                                         | Autochtone                              | Aire de répartition du Hérisson des Balkans | [ 36 ]              | Hérisson des Balkans |

## Ordre:Soricomorphes

### Famille:Soricidés
| Nom binominal, nom vulgaire et citation d'auteurs           | Nom vulgaire bosnien (langue officielle de la Bosnie-Herzégovine) | Origine et statut en Bosnie-Herzégovine | Aire de répartition                             | Statut UICN mondial | Image                 |
| ----------------------------------------------------------- | ----------------------------------------------------------------- | --------------------------------------- | ----------------------------------------------- | ------------------- | --------------------- |
| Crocidura leucodon (Crocidure leucode) (Hermann, 1780)      | Dvobojna rovka                                                    | Autochtone                              | Aire de répartition de la Crocidure leucode     | [ 37 ]              | Crocidure leucode     |
| Crocidura suaveolens (Crocidure des jardins) (Pallas, 1811) | — aucun —                                                         | Autochtone                              | Aire de répartition de la Crocidure des jardins | [ 38 ]              | Crocidure des jardins |
| Suncus etruscus (Pachyure étrusque) (Savi, 1822)            | — aucun —                                                         | Autochtone                              | Aire de répartition du Pachyure étrusque        | [ 39 ]              | Pachyure étrusque     |
| Neomys anomalus (Crossope de Miller) Cabrera, 1907          | Močvarna rovka                                                    | Autochtone                              | Aire de répartition de la Crossope de Miller    | [ 40 ]              | Crossope de Miller    |
| Neomys fodiens (Crossope aquatique) (Pennant, 1771)         | — aucun —                                                         | Autochtone                              | Aire de répartition de la Crossope aquatique    | [ 41 ]              | Crossope aquatique    |
| Sorex alpinus (Musaraigne alpine) Schinz, 1837              | Planinska rovčica                                                 | Autochtone                              | Aire de répartition de la Musaraigne alpine     | [ 42 ]              | Musaraigne alpine     |
| Sorex araneus (Musaraigne carrelet) Linnaeus, 1758          | — aucun —                                                         | Autochtone                              | Aire de répartition de la Musaraigne carrelet   | [ 43 ]              | Musaraigne carrelet   |
| Sorex minutus (Musaraigne pygmée) Linnaeus, 1766            | — aucun —                                                         | Autochtone                              | Aire de répartition de la Musaraigne pygmée     | [ 44 ]              | Musaraigne pygmée     |

### Famille:Talpidés
| Nom binominal, nom vulgaire et citation d'auteurs | Nom vulgaire bosnien (langue officielle de la Bosnie-Herzégovine) | Origine et statut en Bosnie-Herzégovine | Aire de répartition                      | Statut UICN mondial | Image          |
| ------------------------------------------------- | ----------------------------------------------------------------- | --------------------------------------- | ---------------------------------------- | ------------------- | -------------- |
| Talpa caeca (Taupe aveugle) Savi, 1822            | — aucun —                                                         | Autochtone                              | Aire de répartition de la Taupe aveugle  | [ 45 ]              | Taupe aveugle  |
| Talpa europaea (Taupe d'Europe) Linnaeus, 1758    | — aucun —                                                         | Autochtone                              | Aire de répartition de la Taupe d'Europe | [ 46 ]              | Taupe d'Europe |

## Ordre:Chiroptères

### Famille:Molossidés
| Nom binominal, nom vulgaire et citation d'auteurs         | Nom vulgaire bosnien (langue officielle de la Bosnie-Herzégovine) | Origine et statut en Bosnie-Herzégovine | Aire de répartition                       | Statut UICN mondial | Image              |
| --------------------------------------------------------- | ----------------------------------------------------------------- | --------------------------------------- | ----------------------------------------- | ------------------- | ------------------ |
| Tadarida teniotis (Molosse de Cestoni) (Rafinesque, 1814) | Golorepi šišmiš                                                   | Autochtone                              | Aire de répartition du Molosse de Cestoni | [ 47 ]              | Molosse de Cestoni |

### Famille:Rhinolophidés
| Nom binominal, nom vulgaire et citation d'auteurs             | Nom vulgaire bosnien (langue officielle de la Bosnie-Herzégovine) | Origine et statut en Bosnie-Herzégovine | Aire de répartition                          | Statut UICN mondial | Image                  |
| ------------------------------------------------------------- | ----------------------------------------------------------------- | --------------------------------------- | -------------------------------------------- | ------------------- | ---------------------- |
| Rhinolophus blasii (Rhinolophe de Blasius) Peters, 1866       | Blazijev potkovasti šišmiš                                        | Autochtone                              | Aire de répartition du Rhinolophe de Blasius | [ 48 ]              | Illustration manquante |
| Rhinolophus euryale (Rhinolophe euryale) Blasius, 1853        | Mediteranski potkovasti šišmiš                                    | Autochtone                              | Aire de répartition du Rhinolophe euryale    | [ 49 ]              | Rhinolophe euryale     |
| Rhinolophus ferrumequinum (Grand Rhinolophe) (Schreber, 1774) | Veliki potkovasti šišmiš                                          | Autochtone                              | Aire de répartition du Grand Rhinolophe      | [ 50 ]              | Grand Rhinolophe       |
| Rhinolophus hipposideros (Petit Rhinolophe) (Bechstein, 1800) | Mali potkovasti šišmiš                                            | Autochtone                              | Aire de répartition du Petit Rhinolophe      | [ 51 ]              | Petit Rhinolophe       |
| Rhinolophus mehelyi (Rhinolophe de Méhely) Matschie, 1901     | Meheljev potkovasti šišmiš                                        | Autochtone                              | Aire de répartition du Rhinolophe de Méhely  | [ 52 ]              | Rhinolophe de Méhely   |

### Famille:Vespertilionidés
| Nom binominal, nom vulgaire et citation d'auteurs                             | Nom vulgaire bosnien (langue officielle de la Bosnie-Herzégovine) | Origine et statut en Bosnie-Herzégovine | Aire de répartition                                | Statut UICN mondial | Image                       |
| ----------------------------------------------------------------------------- | ----------------------------------------------------------------- | --------------------------------------- | -------------------------------------------------- | ------------------- | --------------------------- |
| Miniopterus schreibersii (Minioptère de Schreibers) (Kuhl, 1817)              | Šrajberov šišmiš                                                  | Autochtone                              | Aire de répartition du Minioptère de Schreibers    | [ 53 ]              | Minioptère de Schreibers    |
| Myotis alcathoe (Murin d'Alcathoé) von Helversen & Heller, 2001               | — aucun —                                                         | Peut-être autochtone,                   | Aire de répartition du Murin d'Alcathoé            | [ 55 ]              | Murin d'Alcathoé            |
| Myotis aurascens (Murin doré) Kuzyakin, 1935                                  | Istočni brkati šišmiš                                             | Peut-être autochtone                    | Aire de répartition du Murin doré                  | [ 57 ]              | Illustration manquante      |
| Myotis bechsteinii (Murin de Bechstein) (Kuhl, 1817)                          | Behštajnov šišmiš                                                 | Autochtone                              | Aire de répartition du Murin de Bechstein          | [ 58 ]              | Murin de Bechstein          |
| Myotis blythii (Petit Murin) (Tomes, 1857)                                    | Mali mišouhi šišmiš                                               | Autochtone,                             | Aire de répartition du Petit Murin                 | [ 59 ]              | Petit Murin                 |
| Myotis brandtii (Murin de Brandt) (Eversmann, 1845)                           | Brandtov šišmiš                                                   | Autochtone                              | Aire de répartition du Murin de Brandt             | [ 60 ]              | Murin de Brandt             |
| Myotis capaccinii (Murin de Capaccini) (Bonaparte, 1837)                      | Dugoprsti šišmiš                                                  | Autochtone                              | Aire de répartition du Murin de Capaccini          | [ 61 ]              | Murin de Capaccini          |
| Myotis dasycneme (Murin des marais) (Boie, 1825)                              | Barski šišmiš                                                     | Peut-être autochtone                    | Aire de répartition du Murin des marais            | [ 62 ]              | Murin des marais            |
| Myotis daubentonii (Murin de Daubenton) (Kuhl, 1817)                          | Vodeni šišmiš                                                     | Autochtone                              | Aire de répartition du Murin de Daubenton          | [ 63 ]              | Murin de Daubenton          |
| Myotis emarginatus (Murin à oreilles échancrées) (É. Geoffroy, 1806)          | Trobojni šišmiš                                                   | Autochtone                              | Aire de répartition du Murin à oreilles échancrées | [ 64 ]              | Murin à oreilles échancrées |
| Myotis myotis (Grand Murin) (Borkhausen, 1797)                                | Veliki mišouhi šišmiš                                             | Autochtone                              | Aire de répartition du Grand Murin                 | [ 65 ]              | Grand Murin                 |
| Myotis mystacinus (Murin à moustaches) (Kuhl, 1817)                           | Mali brkati šišmiš                                                | Autochtone                              | Aire de répartition du Murin à moustaches          | [ 66 ]              | Murin à moustaches          |
| Myotis nattereri (Murin de Natterer) (Kuhl, 1817)                             | Natererov šišmiš                                                  | Autochtone                              | Aire de répartition du Murin de Natterer           | [ 67 ]              | Murin de Natterer           |
| Eptesicus nilssonii (Sérotine de Nilsson) (Keyserling & Blasius, 1839)        | Sjeverni šišmiš                                                   | Peut-être autochtone                    | Aire de répartition de la Sérotine de Nilsson      | [ 68 ]              | Sérotine de Nilsson         |
| Eptesicus serotinus (Sérotine commune) (Schreber, 1774)                       | Veliki kasni šišmiš                                               | Autochtone                              | Aire de répartition de la Sérotine commune         | [ 69 ]              | Sérotine commune            |
| Nyctalus lasiopterus (Grande Noctule) (Schreber, 1780)                        | Veliki noćni šišmiš                                               | Peut-être autochtone                    | Aire de répartition de la Grande Noctule           | [ 70 ]              | Grande Noctule              |
| Nyctalus leisleri (Noctule de Leisler) (Kuhl, 1817)                           | Mali noćni šišmiš                                                 | Autochtone                              | Aire de répartition de la Noctule de Leisler       | [ 71 ]              | Noctule de Leisler          |
| Nyctalus noctula (Noctule commune) (Schreber, 1774)                           | Noćni šišmiš                                                      | Autochtone                              | Aire de répartition de la Noctule commune          | [ 72 ]              | Noctule commune             |
| Pipistrellus kuhlii (Pipistrelle de Kuhl) (Kuhl, 1817)                        | Kulijev šišmiš                                                    | Autochtone                              | Aire de répartition de la Pipistrelle de Kuhl      | [ 73 ]              | Pipistrelle de Kuhl         |
| Pipistrellus nathusii (Pipistrelle de Nathusius) (Keyserling & Blasius, 1839) | Natuzijev šišmiš                                                  | Autochtone                              | Aire de répartition de la Pipistrelle de Nathusius | [ 74 ]              | Pipistrelle de Nathusius    |
| Pipistrellus pipistrellus (Pipistrelle commune) (Schreber, 1774)              | Mali šišmiš                                                       | Autochtone                              | Aire de répartition de la Pipistrelle commune      | [ 75 ]              | Pipistrelle commune         |
| Pipistrellus pygmaeus (Pipistrelle pygmée) (Leach, 1825)                      | Patuljasti šišmiš                                                 | Autochtone                              | Aire de répartition de la Pipistrelle pygmée       | [ 76 ]              | Pipistrelle pygmée          |
| Barbastella barbastellus (Barbastelle d'Europe) (Schreber, 1774)              | Širokouhi šišmiš                                                  | Autochtone                              | Aire de répartition de la Barbastelle d'Europe     | [ 77 ]              | Barbastelle d'Europe        |
| Plecotus auritus (Oreillard roux) (Linnaeus, 1758)                            | Smeđi dugouhi šišmiš                                              | Autochtone                              | Aire de répartition de l'Oreillard roux            | [ 78 ]              | Oreillard roux              |
| Plecotus austriacus (Oreillard gris) (J. Fischer, 1829)                       | Sivi dugouhi šišmiš                                               | Autochtone                              | Aire de répartition de l'Oreillard gris            | [ 79 ]              | Oreillard gris              |
| Plecotus kolombatovici (Oreillard des Balkans) Dulic, 1980                    | Kolombatovićev dugouhi šišmiš                                     | Autochtone                              | Illustration manquante                             | [ 80 ]              | Illustration manquante      |
| Plecotus macrobullaris (Oreillard montagnard) Kuzjakin, 1965                  | Alpski dugouhi šišmiš                                             | Autochtone                              | Aire de répartition de l'Oreillard montagnard      | [ 81 ]              | Oreillard montagnard        |
| Hypsugo savii (Vespère de Savi) (Bonaparte, 1837)                             | Savijev šišmiš                                                    | Autochtone                              | Aire de répartition de la Vespère de Savi          | [ 82 ]              | Vespère de Savi             |
| Vespertilio murinus (Sérotine bicolore) Linnaeus, 1758                        | Dvobojni šišmiš                                                   | Autochtone                              | Aire de répartition de la Sérotine bicolore        | [ 83 ]              | Sérotine bicolore           |

## Ordre:Cétacés

### Famille:Balænoptéridés
| Nom binominal, nom vulgaire et citation d'auteurs       | Nom vulgaire bosnien (langue officielle de la Bosnie-Herzégovine) | Origine et statut en Bosnie-Herzégovine | Aire de répartition                   | Statut UICN mondial | Image          |
| ------------------------------------------------------- | ----------------------------------------------------------------- | --------------------------------------- | ------------------------------------- | ------------------- | -------------- |
| Balaenoptera physalus (Rorqual commun) (Linnaeus, 1758) | — aucun —                                                         | Peut-être autochtone                    | Aire de répartition du Rorqual commun | [ 85 ]              | Rorqual commun |

### Famille:Delphinidés
| Nom binominal, nom vulgaire et citation d'auteurs             | Nom vulgaire bosnien (langue officielle de la Bosnie-Herzégovine) | Origine et statut en Bosnie-Herzégovine | Aire de répartition                               | Statut UICN mondial | Image                      |
| ------------------------------------------------------------- | ----------------------------------------------------------------- | --------------------------------------- | ------------------------------------------------- | ------------------- | -------------------------- |
| Delphinus delphis (Dauphin commun à bec court) Linnaeus, 1758 | — aucun —                                                         | Peut-être autochtone                    | Aire de répartition du Dauphin commun à bec court | [ 86 ]              | Dauphin commun à bec court |
| Stenella coeruleoalba (Dauphin bleu et blanc) (Meyen, 1833)   | — aucun —                                                         | Peut-être autochtone                    | Aire de répartition du Dauphin bleu et blanc      | [ 87 ]              | Dauphin bleu et blanc      |
| Tursiops truncatus (Grand Dauphin commun) (Montagu, 1821)     | Kljunasti delfin                                                  | Peut-être autochtone                    | Aire de répartition du Grand Dauphin commun       | [ 88 ]              | Grand Dauphin commun       |
| Globicephala melas (Globicéphale noir) (Traill, 1809)         | — aucun —                                                         | Peut-être autochtone                    | Aire de répartition du Globicéphale noir          | [ 89 ]              | Globicéphale noir          |
| Grampus griseus (Dauphin de Risso) (G. Cuvier, 1812)          | — aucun —                                                         | Peut-être autochtone                    | Aire de répartition du Dauphin de Risso           | [ 90 ]              | Dauphin de Risso           |
| Steno bredanensis (Sténo) (G. Cuvier in Lesson, 1828)         | — aucun —                                                         | Peut-être autochtone                    | Aire de répartition du Sténo                      | [ 91 ]              | Sténo                      |

### Famille:Physétéridés
| Nom binominal, nom vulgaire et citation d'auteurs      | Nom vulgaire bosnien (langue officielle de la Bosnie-Herzégovine) | Origine et statut en Bosnie-Herzégovine | Aire de répartition                   | Statut UICN mondial | Image          |
| ------------------------------------------------------ | ----------------------------------------------------------------- | --------------------------------------- | ------------------------------------- | ------------------- | -------------- |
| Physeter macrocephalus (Grand Cachalot) Linnaeus, 1758 | — aucun —                                                         | Peut-être autochtone                    | Aire de répartition du Grand Cachalot | [ 92 ]              | Grand Cachalot |

### Famille:Ziphiidés
| Nom binominal, nom vulgaire et citation d'auteurs             | Nom vulgaire bosnien (langue officielle de la Bosnie-Herzégovine) | Origine et statut en Bosnie-Herzégovine | Aire de répartition                               | Statut UICN mondial | Image                   |
| ------------------------------------------------------------- | ----------------------------------------------------------------- | --------------------------------------- | ------------------------------------------------- | ------------------- | ----------------------- |
| Ziphius cavirostris (Baleine à bec de Cuvier) G. Cuvier, 1823 | — aucun —                                                         | Peut-être autochtone                    | Aire de répartition de la Baleine à bec de Cuvier | [ 93 ]              | Baleine à bec de Cuvier |

## Ordre:Artiodactyles

### Famille:Bovidés
| Nom binominal, nom vulgaire et citation d'auteurs | Nom vulgaire bosnien (langue officielle de la Bosnie-Herzégovine) | Origine et statut en Bosnie-Herzégovine | Aire de répartition                     | Statut UICN mondial | Image            |
| ------------------------------------------------- | ----------------------------------------------------------------- | --------------------------------------- | --------------------------------------- | ------------------- | ---------------- |
| Bos taurus (Taurin) Linnaeus, 1758                | Divlje govedo                                                     | Autochtone (Disparu),                   | Aire de répartition du Taurin           | (NE)                |                  |
| Ovis aries (Mouflon oriental) Linnaeus, 1758      | Muflon                                                            | Allochtone (Introduit)                  | Aire de répartition du Mouflon oriental | [ 95 ]              | Mouflon oriental |
| Rupicapra rupicapra (Chamois) (Linnaeus, 1758)    | Divokoza                                                          | Autochtone                              | Aire de répartition du Chamois          | [ 96 ]              | Chamois          |

### Famille:Cervidés
| Nom binominal, nom vulgaire et citation d'auteurs         | Nom vulgaire bosnien (langue officielle de la Bosnie-Herzégovine) | Origine et statut en Bosnie-Herzégovine | Aire de répartition                       | Statut UICN mondial | Image              |
| --------------------------------------------------------- | ----------------------------------------------------------------- | --------------------------------------- | ----------------------------------------- | ------------------- | ------------------ |
| Capreolus capreolus (Chevreuil européen) (Linnaeus, 1758) | Srna                                                              | Autochtone                              | Aire de répartition du Chevreuil européen | [ 97 ]              | Chevreuil européen |
| Cervus elaphus (Cerf élaphe) Linnaeus, 1758               | Obične jelene                                                     | Autochtone (Recolonisateur),            | Aire de répartition du Cerf élaphe        | [ 98 ]              | Cerf élaphe        |
| Dama dama (Daim européen) (Linnaeus, 1758)                | — aucun —                                                         | Allochtone (Introduit)                  | Aire de répartition du Daim européen      | [ 99 ]              | Daim européen      |

### Famille:Suidés
| Nom binominal, nom vulgaire et citation d'auteurs | Nom vulgaire bosnien (langue officielle de la Bosnie-Herzégovine) | Origine et statut en Bosnie-Herzégovine | Aire de répartition                       | Statut UICN mondial | Image              |
| ------------------------------------------------- | ----------------------------------------------------------------- | --------------------------------------- | ----------------------------------------- | ------------------- | ------------------ |
| Sus scrofa (Sanglier d'Eurasie) Linnaeus, 1758    | Divlja svinja                                                     | Autochtone                              | Aire de répartition du Sanglier d'Eurasie | [ 100 ]             | Sanglier d'Eurasie |

## Ordre:Périssodactyles

### Famille:Équidés
| Nom binominal, nom vulgaire et citation d'auteurs | Nom vulgaire bosnien (langue officielle de la Bosnie-Herzégovine) | Origine et statut en Bosnie-Herzégovine | Aire de répartition           | Statut UICN mondial | Image  |
| ------------------------------------------------- | ----------------------------------------------------------------- | --------------------------------------- | ----------------------------- | ------------------- | ------ |
| Equus caballus (Cheval) Linnaeus, 1758            | Konj                                                              | Allochtone (Introduit)                  | Aire de répartition du Cheval | [ 102 ]             | Cheval |

## Ordre:Carnivores

### Famille:Canidés
| Nom binominal, nom vulgaire et citation d'auteurs      | Nom vulgaire bosnien (langue officielle de la Bosnie-Herzégovine) | Origine et statut en Bosnie-Herzégovine | Aire de répartition                   | Statut UICN mondial | Image          |
| ------------------------------------------------------ | ----------------------------------------------------------------- | --------------------------------------- | ------------------------------------- | ------------------- | -------------- |
| Canis aureus (Chacal doré) Linnaeus, 1758              | Zlatni čagalj                                                     | Allochtone, ou autochtone               | Aire de répartition du Chacal doré    | [ 106 ]             |                |
| Canis lupus (Loup gris) Linnaeus, 1758                 | Vuk                                                               | Autochtone                              | Aire de répartition du Loup gris      | [ 107 ]             | Loup gris      |
| Nyctereutes procyonoides (Chien viverrin) (Gray, 1834) | Kunopas                                                           | Erratique,                              | Aire de répartition du Chien viverrin | [ 109 ]             | Chien viverrin |
| Vulpes vulpes (Renard roux) (Linnaeus, 1758)           | Crvena lisica                                                     | Autochtone                              | Aire de répartition du Renard roux    | [ 110 ]             | Renard roux    |

### Famille:Ursidés
| Nom binominal, nom vulgaire et citation d'auteurs | Nom vulgaire bosnien (langue officielle de la Bosnie-Herzégovine) | Origine et statut en Bosnie-Herzégovine | Aire de répartition                | Statut UICN mondial | Image     |
| ------------------------------------------------- | ----------------------------------------------------------------- | --------------------------------------- | ---------------------------------- | ------------------- | --------- |
| Ursus arctos (Ours brun) Linnaeus, 1758           | Mrki medvjed                                                      | Autochtone                              | Aire de répartition de l'Ours brun | [ 111 ]             | Ours brun |

### Famille:Mustélidés
| Nom binominal, nom vulgaire et citation d'auteurs  | Nom vulgaire bosnien (langue officielle de la Bosnie-Herzégovine) | Origine et statut en Bosnie-Herzégovine | Aire de répartition                        | Statut UICN mondial | Image             |
| -------------------------------------------------- | ----------------------------------------------------------------- | --------------------------------------- | ------------------------------------------ | ------------------- | ----------------- |
| Lutra lutra (Loutre commune) (Linnaeus, 1758)      | Europska vidra                                                    | Autochtone                              | Aire de répartition de la Loutre commune   | [ 112 ]             | Loutre commune    |
| Martes foina (Fouine) (Erxleben, 1777)             | Kuna bjelica                                                      | Autochtone                              | Aire de répartition de la Fouine           | [ 113 ]             | Fouine            |
| Martes martes (Martre des pins) (Linnaeus, 1758)   | Kuna zlatica                                                      | Autochtone                              | Aire de répartition de la Martre des pins  | [ 114 ]             | Martre des pins   |
| Meles meles (Blaireau européen) (Linnaeus, 1758)   | Jazavac                                                           | Autochtone                              | Aire de répartition du Blaireau européen   | [ 115 ]             | Blaireau européen |
| Mustela lutreola (Vison d'Europe) (Linnaeus, 1761) | Evropska kuna                                                     | Peut-être autochtone (Disparu),         | Aire de répartition du Vison d'Europe      | [ 117 ]             | Vison d'Europe    |
| Mustela erminea (Hermine) Linnaeus, 1758           | Hermelin                                                          | Autochtone                              | Aire de répartition de l'Hermine           | [ 118 ]             | Hermine           |
| Mustela nivalis (Belette d'Europe) Linnaeus, 1766  | Lasica                                                            | Autochtone                              | Aire de répartition de la Belette d'Europe | [ 119 ]             | Belette d'Europe  |
| Mustela putorius (Putois d'Europe) Linnaeus, 1758  | Evropski tvor                                                     | Autochtone                              | Aire de répartition du Putois d'Europe     | [ 120 ]             | Putois d'Europe   |

### Famille:Phocidés
| Nom binominal, nom vulgaire et citation d'auteurs                | Nom vulgaire bosnien (langue officielle de la Bosnie-Herzégovine) | Origine et statut en Bosnie-Herzégovine | Aire de répartition                                 | Statut UICN mondial | Image                        |
| ---------------------------------------------------------------- | ----------------------------------------------------------------- | --------------------------------------- | --------------------------------------------------- | ------------------- | ---------------------------- |
| Monachus monachus (Phoque moine de Méditerranée) (Hermann, 1779) | — aucun —                                                         | Autochtone (Disparu)                    | Aire de répartition du Phoque moine de Méditerranée | [ 121 ]             | Phoque moine de Méditerranée |

### Famille:Félidés
| Nom binominal, nom vulgaire et citation d'auteurs | Nom vulgaire bosnien (langue officielle de la Bosnie-Herzégovine) | Origine et statut en Bosnie-Herzégovine | Aire de répartition                 | Statut UICN mondial | Image        |
| ------------------------------------------------- | ----------------------------------------------------------------- | --------------------------------------- | ----------------------------------- | ------------------- | ------------ |
| Felis silvestris (Chat sauvage) Schreber, 1777    | Divlja mačka                                                      | Autochtone                              | Aire de répartition du Chat sauvage | [ 122 ]             | Chat sauvage |
| Lynx lynx (Lynx boréal) (Linnaeus, 1758)          | — aucun —                                                         | Autochtone (Recolonisateur)             | Aire de répartition du Lynx boréal  | [ 123 ]             | Lynx boréal  |

### Famille:Herpestidés
| Nom binominal, nom vulgaire et citation d'auteurs                         | Nom vulgaire bosnien (langue officielle de la Bosnie-Herzégovine) | Origine et statut en Bosnie-Herzégovine | Aire de répartition                         | Statut UICN mondial | Image             |
| ------------------------------------------------------------------------- | ----------------------------------------------------------------- | --------------------------------------- | ------------------------------------------- | ------------------- | ----------------- |
| Herpestes javanicus (Mangouste de Java) (É. Geoffroy Saint-Hilaire, 1818) | — aucun —                                                         | Allochtone (Introduit)                  | Aire de répartition de la Mangouste de Java | [ 124 ]             | Mangouste de Java |